# Конотоп (авіабаза)
Авіабаза Конотоп (ICAO: UKBF) — авіабаза в Україні, розташована за 4 км на захід від центру Конотопа. Використовується як тренувальна база. Наприкінці холодної війни була домівкою 105-го полку навчальної авіації, який використовував реактивні літаки Л-39 «Альбатрос».